# Menhir du Méné
Le menhir du Mené est un menhir situé à Moustoir-Ac, dans le Morbihan en France.

## Description
Le menhir mesure 3,6 m de hauteur.